# Comuna Osîkove, Berdîciv
Osîkove (în ucraineană Осиківська сільська рада) este o comună în raionul Berdîciv, regiunea Jîtomîr, Ucraina, formată din satele Ahativka, Dubova și Osîkove (reședința).

## Demografie
Componența lingvistică a satului Osîkove
     Ucraineană (98,67%)
     Rusă (1,14%)
Conform recensământului din 2001, majoritatea populației satului Osîkove era vorbitoare de ucraineană (98,67%), existând în minoritate și vorbitori de rusă (1,14%).